# Peter Lamont
Peter Curtis Lamont (Londres, 12 de noviembre de 1929-18 de diciembre de 2020) fue un decorador, director artístico y diseñador de producción británico conocido por trabajar en dieciocho películas de James Bond, desde Goldfinger hasta Casino Royale. La única película Bond en la que no trabajó durante ese período fue El mañana nunca muere.
A lo largo de sus cerca de sesenta años de carrera, Lamont ha sido nominado para tres premios Óscar por su trabajo en El violinista en el tejado (1971), La espía que me amó (1977) y Aliens (1986). Fue nominado una cuarta vez y ganó por Titanic (1997).

## Serie James Bond

### Diseñador
- Goldfinger (1964) (sin acreditar)

### Escenógrafo
- Operación Trueno (1965) (sin acreditar)
- Sólo se vive dos veces (1967)
- Al servicio secreto de Su Majestad (1969)
- Diamonds Are Forever (1971)

### Director artístico
- Vive y deja morir (1973)
- El hombre de la pistola de oro (1974)
- La espía que me amó (1977)
- Moonraker (1979)

### Diseño de producción
- For Your Eyes Only (1981)
- Octopussy (1983)
- A View to a Kill (1985)
- The Living Daylights (1987)
- Licence to Kill (1989)
- GoldenEye (1995)
- The World Is Not Enough (1999)
- Die Another Day (2002)
- Casino Royale (2006)

## Filmografía selecta
- Chitty Chitty Bang Bang (1968) – Director artístico asistente
- El violinista en el tejado (1971) – Escenógrafo
- Aliens (1986) – Diseñador de producción
- True Lies (1994) – Diseñador de producción
- Titanic (1997) – Diseñador de producción
- Wing Commander (1999) – Diseñador de producción

## Premios y distinciones
Premios Óscar
| Año  | Categoría                  | Trabajo nominado           | Resultado |
| ---- | -------------------------- | -------------------------- | --------- |
| 1970 | Mejor diseño de producción | El violinista en el tejado | Nominado  |
| 1978 | Mejor diseño de producción | The Spy Who Love Me        | Nominado  |
| 1987 | Mejor diseño de producción | Aliens                     | Nominado  |
| 1998 | Mejor diseño de producción | Titanic                    | Ganador   |

### Premios BAFTA
| Año  | Categoría                  | Película      | Resultado |
| ---- | -------------------------- | ------------- | --------- |
| 2006 | mejor diseño de producción | Casino Royale | Nominado  |
| 1997 | mejor diseño de producción | Titanic       | Nominado  |
| 1986 | mejor diseño de producción | Aliens        | Nominado  |